# Ixora parkeri
Ixora parkeri är en måreväxtart som beskrevs av Cornelis Eliza Bertus Bremekamp. Ixora parkeri ingår i släktet Ixora och familjen måreväxter. Inga underarter finns listade i Catalogue of Life.